# Master Keaton
Master Keaton (яп. MASTERキートン масута: ки:тон) — детективная манга Хокусэя Кацусики (勝鹿北星) и Наоки Урасавы. Публиковалась в японском журнале Big Comic Original с ноября 1988 по август 1994 года, была издана Shogakukan в 18 томах (всего 144 главы). Одноимённая аниме-адаптация транслировалась по телеканалу Nippon Television в 1998—1999 годах. Студией Madhouse было произведено 39 серий аниме.

## Сюжет
Главным героем истории является Таити Хирага-Китон (平賀＝キートン・太一), сын японского зоолога Тайхэя Хираги и родовитой англичанки Патрисии Китон. Родители Китона развелись, когда ему было пять, и молодой Таити возвратился в Англию вместе с матерью. Он изучал археологию в Оксфордском университете, где встретил свою будущую жену — математика, студентку Сомервилльского колледжа. Позднее они развелись, пятилетняя дочь Юрико (百合子) осталась с матерью. Китон присоединился к британской армии и вступил в отряд Особой воздушной службы, где достиг звания сержанта.
Полученные навыки помогают Китону в работе: он расследует страховые случаи для Lloyd’s of London. Кроме этого, он вместе с другом Даниэлом О’Коннеллом владеют собственным детективным агентством в Лондоне. Однако Китон мечтает продолжить археологическое изыскания относительно возможного происхождения древней европейской цивилизации в бассейне Дуная.

## Проблема авторства
Хокусэй Кацусика — псевдоним японского сценариста Хадзимэ Кимуры, также принимавшего участие в создании Golgo 13. Первоначально считалось, что именно он писал сценарий, а Урасава выполнил рисунки. Однако после смерти Кимуры от рака в декабре 2004, Урасава в интервью еженедельному журналу Shuukan Bunshun (май 2005) заявил, что на определенном этапе Кимура прекратил работать над мангой. По словам Урасавы, после конфликта с Кимурой он один придумывал сценарий и рисовал. Из-за этого Урасава потребовал, чтобы на обложке томов манги имя «Хокусэй Кацусика» было напечатано более мелким шрифтом. Мангака Кария Тэцу, близкий друг Кимуры и влиятельная фигура в издательстве Shogakukan, резко выступил против такого предложения, что в конечном итоге привело к прекращению публикации манги с июля 2005.